# Colin Barnett

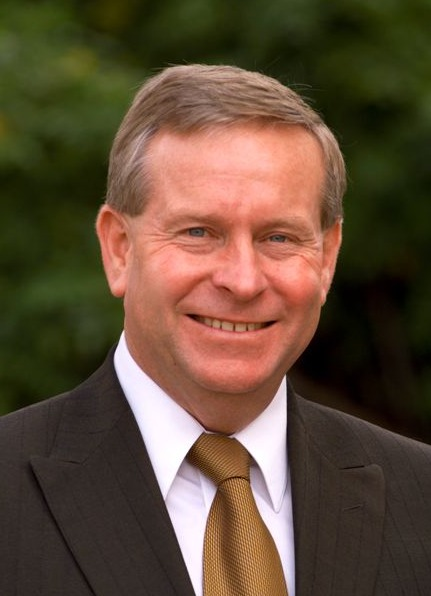
Colin Barnett (2008)

Colin James Barnett AC (geboren am 15. Juli 1950 in Nedlands) ist ein ehemaliger australischer Politiker der Liberal Party. Er war von September 2008 bis März 2017 Premierminister des Bundesstaates Westaustralien.

## Leben
Barnett wuchs in Dalkeith auf, einem Stadtteil von Nedlands, westlich von Perth. Er begann ein Studium der Geologie an der University of Western Australia, sattelte aber alsbald um auf Wirtschaftswissenschaften und schloss dieses mit einem Master ab. Von 1975 bis 1982 war Barnett am Westaustralischen Institut für Technologie der der Curtin University in der Lehre tätig, zunächst als Tutor, dann als Lecturer. Anschließend wechselte er zum Verband der westaustralischen Industrie, ehe er 1985 zum geschäftsführenden Direktor der westaustralischen Handelskammer berufen wurde.

## Politik
Im August 1990 kandidierte Barnett erfolgreich im Wahlkreis Cottesloe für den durch den Rücktritt von Bill Hassell freigewordenen Sitz in der Legislativversammlung, dem Unterhaus von Westaustralien. Dieses Mandat konnte er bei den darauffolgenden sieben Wahlen verteidigen, zuletzt 2017.
Nach der Parlamentswahl im Februar 1993, die zur Ablösung der Labor-Regierung unter Carmen Lawrence geführt hatte, berief ihn der neue Premier Richard Court zum Minister für die Entwicklung natürlicher Ressourcen und Energie. Diesen Posten sollte Barnett bis zur Abwahl der Liberalen im Februar 2001 innehaben, zusätzlich war er zwischen August 1993 und Januar 1994 für Tourismus sowie ab Dezember 1995 für den Bildungsbereich zuständig.
Nachdem es bei der Wahl Anfang Februar 2001 zu einer erneuten Labor-Regierung unter Geoff Gallop gekommen war, war Court bereit, sich von der Spitze der Partei zurückzuziehen, wollte aber seinen Vize Barnett, der einer anderen Faktion angehörte, auf jeden Fall verhindern. Daher ließ er zunächst verlautbaren, er werde künftig die Oppositionsführerschaft behalten. Gleichzeitig bemühte er sich in Hinterzimmergesprächen darum, die Bundesabgeordnete Julie Bishop in die Landespolitik zu locken. Er bot ihr sein eigenes Mandat sowie die Führung von Partei und Fraktion an. Gleichzeitig sollte Barnett die Übernahme eines Mandats in Canberra angeboten werden. Der Plan flog auf, nachdem Bishop erkannt hatte, dass er wohl keine Mehrheit bei den westaustralischen Abgeordneten bekommen hätte. Court sah sich daher am 26. Februar 2001 zur Niederlegung des Vorsitzes gezwungen und Barnett wurde drei Tage später zu seinem Nachfolger gewählt.
Bei der darauffolgenden Wahl Ende Februar 2006 hatten die Liberalen Premierminister Gallop wenig entgegenzusetzen, da die Wirtschaft florierte. Eine kurz vor dem Termin von Barnett aufgegriffene Idee des Infrastrukturunternehmens Tenix, für 2 Milliarden AU$ einen 3.700 Kilometer langen Kanal vom Fitzroy River in der Kimberley-Region nach Perth zu bauen, um den chronischen Wassermangel in der Stadt zu beheben, erwies sich als problembehaftet: es gab keine Machbarkeitsstudie und die erwartbaren Kosten wurde von Fachleuten als deutlich höher eingestuft. Unmittelbar nach der Niederlage stellte Barnett sein Amt zur Verfügung. Im November 2007 kündigte er an, nicht erneut kandidieren und mit Ablauf der Legislaturperiode aus der aktiven Politik ausscheiden zu wollen. Nachdem aber Parteiführer Troy Buswell, auf diesem Posten nach Matt Birney und Paul Omodei der dritte seit 2005, im August 2008 seinen Rücktritt erklärt hatte, kehrte Barnett an die Spitze der Liberalen im Parlament zurück.
Nach der Wahl am 6. September 2008 gelang es Barnett, mit den Nationalen und der unabhängigen Elizabeth Constable eine Minderheitsregierung zu bilden und somit Alan Carpenter von Labour als Premierminister abzulösen. Im März 2013 konnten die Liberalen erneut zulegen und hätten nun sogar eine Alleinregierung bilden können, setzten aber, mit Rücksicht auf die Mehrheitsverhältnisse im Oberhaus, trotzdem die Koalition mit den Nationalen fort.
Bei der Wahl im März 2017 mussten die Liberalen Stimmverluste von fast 16 Prozent hinnehmen; neuer Premier wurde Mark McGowan von Labour. Als wahlentscheidend galten unter anderem eine deutlich verschlechterte Wirtschaftslage in Westaustralien und Pläne zur Privatisierung des staatlichen Energieversorgers Western Power. Auch war das ohnehin schon gestörte Verhältnis zwischen Liberalen und Nationalen völlig zusammengebrochen, nachdem erstere eine Zusammenarbeit mit Pauline Hansons One Nation anstelle ihres langjährigen Koalitionspartners verkündet hatten. Die Oppositionsführung ging am 21. März 2017 auf den bisherigen Energieminister und Leiter des Schatzamtes, Michael Nahan über. Am 5. Februar 2018 gab Barnett auch sein Abgeordnetenmandat auf, bei der dadurch notwendig gewordenen Nachwahl konnte sich am 17. März 2018 sein Parteifreund David Honey durchsetzen.
Barnetts Bilanz als Regierungschef gilt als gemischt. Als positiv werden mehrere Großprojekte gesehen, mit denen er versuchte, das als verschlafen (Dullsville) geltende Perth zu einer modernen Metropole weiterzuentwickeln. Allerdings verpasste er es, bei nachlassenden Steuereinnahmen rechtzeitig die Ausgaben des Staates zu drosseln. Er hinterließ seinem Nachfolger sowohl ein Rekorddefizit als auch Staatsschulden in einer Höhe, die die neue Regierung zu einem massiven Sparprogramm zwangen. Als negativ bewertet werden auch ein Programm zur gezielten Tötung von Haien an belebten Stränden Westaustraliens sowie die Absicht, rund 150 abgelegene Siedlungen der Aborigines aufzulösen.
Für herausragende Verdienste um die Bevölkerung und das Parlament von Westaustralien, insbesondere als Premierminister, für die Entwicklung der Wirtschaft und der Infrastruktur, für die Reform des Sozialwesens und für die indigene Gemeinschaft wurde er 2023 zum Companion des Order of Australia ernannt.

## Privates
Barnett ist seit 1989 zum zweiten Mal verheiratet. Aus dieser Ehe hat er einen Sohn, aus der ersten drei weitere. Er ist Mitglied der Uniting Church.